# William Lewis (joueur d'échecs)
Pour les articles homonymes, voir William Lewis et Lewis.
William Lewis est un joueur d'échecs et un théoricien des échecs, auteur de livres sur les échecs, anglais né le 9 octobre 1787 à Birmingham et mort le 22 octobre 1870.

## Biographie et carrière
William Lewis travailla pendant un temps comme marchand à Londres. Il apprit à jouer aux échecs avec Jacob Sarratt.
En 1819, lorsque le turc mécanique fut montré à Londres, Lewis fut choisi comme opérateur. En 1821, il visita Paris avec John Cochrane et battit Alexandre Deschapelles (une partie gagnée et deux parties nulles) dans un match où il avait l'avantage d'un pion et du premier coup. Il commença à traduire les livres d'échecs de Gréco et Pietro Carrera en anglais. En 1825, à Londres, il perdit un match contre La Bourdonnais (deux victoires et cinq défaites). Lewis fut le professeur d'Alexander McDonnell et de George Walker. En 1825, il ouvrit un cercle d'échecs à Londres[réf. nécessaire]. Il investit dans un brevet de fabrication de piano mais sa société fit faillite en 1827. Après trois années difficiles, il devint actuaire à la Family Endowment Society et se consacra à l'écriture de livres sur les échecs.

## Publications
William Lewis publia :
- en 1817 : Oriental Chess, en deux volumes, avec 150 problèmes d’échecs ;
- en 1831, Series of Progressive Lessons ;
- en 1832, Second Series of Progressive Lessons ;
- en 1838, le Chessboard Companion ;
- en 1844, Treatise on the Game of Chess.

Ses Lessons contiennent des analyses poussées des ouvertures d'échecs.
Sa principale innovation fut le contre-gambit Lewis, une variante de la partie du fou (1. e4 e5 ; 2. Fc4 Fc5 ; 3. c3 d5), à laquelle il consacra 24 pages d'analyses.